# Unonopsis pittieri
Unonopsis pittieri là loài thực vật có hoa thuộc họ Na. Loài này được Saff. miêu tả khoa học đầu tiên năm 1925.